# 太田覚眠
太田 覚眠（おおた かくみん、1866年10月24日（慶応2年9月16日） - 1944年（昭和19年）11月30日）は、明治時代から昭和時代（戦前期）の僧。伊勢国（三重県四日市市）出身。東京外国語学校（現在の東京外国語大学）卒業。

## 年譜
浄土真宗本願寺派法泉寺（四日市市京町に建立）の16世僧侶。その生涯をロシアと蒙古（モンゴル）での布教活動に捧げた近代の傑僧である。
日露戦争前年の1903年（明治36年）、開教使としてロシアのウラジオストクの浦潮本願寺に駐在となる。開戦直前の1904年（明治37年）2月、渡航していた多くの日本人に日本政府からの引揚げ命令が出され、各地に赴任していた人がウラジオストクに集結した。しかし遠隔地ゆえに最終引揚げ船に間に合わず、多数の残留者が出た。その際、ウラジオストク日本貿易事務官の川上俊彦からの即時帰国勧告を退け、本尊の阿弥陀如来像を背負い、シベリアを横断して、ロシア帝国政府により、ウラル山脈山中に監禁・抑留されていた800人ほどの日本人を救出し、日本に送還した。講和後にシベリアに戻り、布教を再開した。1934年（昭和9年）帰国。1936年（昭和11年）ラマ僧を指導するため内モンゴルにはいり、ラマ僧の補導育成に努めた。1944年（昭和19年）11月30日にラマ教寺院で死去。享年79。